# 애덤 가르시아
애덤 가르시아(Adam Garcia, 1973년 6월 1일 ~ )는 오스트레일리아의 배우이자 탭댄서이다.

## 출연 작품
- 코요테 어글리
- 라이딩 위드 보이즈
- 캥거루 잭